# Era (hudební skupina)
Era je francouzský hudební projekt vytvořený Ericem Levim, jehož písně založené na kostelních chórech mají texty psané v jazyce blízkému latině. Nejbližším žánrem tohoto projektu je New Age, hudba je mixem klasické hudby, opery, gregoriánských chvalozpěvů a rocku.

## Diskografie
- Era (1996)
- Era 2 (2000)
- The Mass (2003)
- The Very best of Era (2004)
- Reborn (2008)
- ERA Classic’s (2009)
- ERA Classic’s 2 (2010)
- The 7th Sword (2017)